# Johnny Colt
Pour plus de détails, voir Fiche technique et Distribution.
Johnny Colt (Starblack) est un western spaghetti ouest-germano-italien réalisé par Giovanni Grimaldi et sorti en 1966.

## Synopsis
Johnny Blyth revient dans son village natal ; il y trouve son père assassiné depuis longtemps et sa mère mariée à l'oncle Harold. Dans le village, le banquier règne en maître avec son groupe de bandits, auxquels s'opposent non seulement Johnny et un ami sourd-muet, mais aussi les actions d'un mystérieux étranger surnommé « Johnny Colt ». Ensemble, ils découvrent qui sont les assassins du père de Johnny et parviennent à mettre le banquier en échec. Johnny Colt dévoile son identité : Johnny Blyth.

## Fiche technique
- Titre italien : Starblack[1]
- Titre allemand : Django - schwarzer Gott des Todes[2]
- Titre français : Johnny Colt[3]
- Réalisateur : Giovanni Grimaldi
- Scénario : Giovanni Grimaldi
- Photographie : Guglielmo Mancori
- Montage : Roberto Perpignani (it)
- Musique : Benedetto Ghiglia
- Décors : Aldo Marini
- Maquillage : Romolo de Martino, Raimund Stangl
- Production : Paolo Moffa
- Société de production : Ambrosiana Cinematografica
- Pays de production :  Italie -  Allemagne de l'Ouest
- Langue originale : italien
- Format : Couleurs - 2,35:1 - Son mono
- Durée : 89 minutes
- Genre : Western spaghetti
- Dates de sortie :
  - Italie : 25 août 1966
  - France : 28 juin 1967
  - Allemagne de l'Ouest : 7 avril 1972

## Distribution
- Robert Woods : Johnny Blyth, dit « Johnny Colt » (Starblack en VO, Django en allemand)
- Elga Andersen : Caroline Williams
- Franco Lantieri : Curry
- Renato Rossini (sous le nom de « Howard Ross ») : Jop
- Eugenio Galadini (sous le nom de « Graham Sooty ») : Williams
- Jane Tilden : la mère de Johnny
- Harald Wolff : Thomas King
- Andrea Scotti : Sheriff Forbey
- Rossella Bergamonti : Mrs. Forrester
- Gian Luigo Crescenzi
- Valentino Macchi
- Vincenzo Maggio
- Franco Scala
- Sergio Ukmar

## Accueil critique
Le Lexikon des internationalen Films écrit : « Un western italien à la gâchette facile et à la mise en scène peu imaginative ». Christian Keßler estime que cette coproduction est « plus que savoureuse, car Grimaldi connaît parfaitement son métier ». Ulrich P. Bruckner estime qu'il s'agit du « meilleur western d'action de Giovanni Grimaldi ».